# Guillaume de Malestroit
Guillaume de Malestroit, mort le 17 août 1491, est un prélat breton du XVe siècle. Il est neveu de Jean de Malestroit, évêque de Nantes.

## Biographie
Guillaume de Malestroit est le fils de Jean de Malestroit, seigneur de Combourg (mort en 1397) et de son épouse Marguerite de Quintin. Il est le neveu de son prédécesseur l'évêque Jean de Malestroit (mort en 1443).
Guillaume est doyen de l'église de Saint-Malo et devient évêque de Nantes en 1443, en succession de son oncle. Il est un évêque autoritaire et maladroit.
Il est président de la Chambre des comptes de Bretagne de 1445 à 1456.
Il résigne ses fonctions à la fin de l'année 1461 et devient archevêque de Thessalonique. On prétend que le refus qu'il fait de prêter le serment de fidélité au duc Artur cause un tel chagrin à ce prince, qu'il en est mort.